# Глинки (Тульская область)
Глинки — деревня в Тульской области России.
В рамках административно-территориального устройства входит в состав Павло-Хуторского сельского округа Ефремовского района, в рамках организации местного самоуправления входит в муниципальное образование город Ефремов со статусом городского округа.

## География
Деревня находится в юго-восточной части Тульской области, в лесостепной зоне, при автодороге 70К-129, на расстоянии примерно 23 километров (по прямой) к северо-востоку от города Ефремова, административного центра округа. Абсолютная высота — 222 метра над уровнем моря.

### Климат
Климат характеризуется как умеренно континентальный, с умеренно холодной снежной зимой и тёплым летом. Среднегодовая многолетняя температура воздуха составляет +4 — +4,6°С. Средняя температура воздуха самого холодного месяца (января) — −6,7 °C (абсолютный минимум — −46 °C), средняя температура самого тёплого (июля) — +18 °С (абсолютный максимум — +38 °C). Безморозный период длится в среднем 149 дней. Среднегодовое количество атмосферных осадков составляет 650—730 мм, из которых большая часть (около 460 мм) выпадает в тёплый период. Снежный покров держится в течение 130—145 дней. Среднегодовая скорость ветра составляет 3,6 м/с.

### Часовой пояс
Деревня Глинки, как и вся Тульская область, находится в часовой зоне МСК (московское время). Смещение применяемого времени относительно UTC составляет +3:00.

## История
По состоянию на 1926 год, в Глинках имелось 113 хозяйств (из которых 112 были крестьянскими) и проживало 524 человека (258 мужчин и 266 женщин). В административном отношении являлась центром Глинковского сельсовета Ефремовского уезда Тульской губернии, в состав которого входили также деревня Кадеевка, деревня Пронищево и посёлок Смелый.

## Население
| 2004 | 2010 |
| ---- | ---- |
| 31   | ↘14  |

### Национальный состав
Согласно результатам переписи 2002 года, в национальной структуре населения русские составляли 100 % из 24 чел.